# Colònia de Congo i Gabon
La colònia del Congo i Gabon (a vegades de Gabon i Congo) fou un domini colonial francès creat el 27 d'abril de 1886 en el marc d'un protectorat de l'Àfrica Equatorial Francesa encara per controlar. La formaven els territoris francesos del Congo i de Gabon i altres terres assignades a França per la Conferència de Berlín de límits imprecisos. Va substituir la Missió Francesa de l'Oest Africà.
Amb el progressiu avanç francès i els tractats entre potències, el 11 de desembre de 1888 la colònia es va rebatejar com Congo Mitjà-Gabon (Moyen Congo-Gabon) formant un territori dins del Protectorat de l'Àfrica Equatorial Francesa (AEF) que començava a agafar cos. Pels governadors de L'AEF vegeu Àfrica Equatorial Francesa. Pels governadors del territori del Gabon, vegeu Territori del Gabon

## Comissionat general pel Gabon i Congo
- Pierre Savorgnan de Brazza, 27 d'abril de 1886 a 28 de setembre de 1897 (al mateix temps Comissionat per l'Àfrica Equatorial Francesa).

## Resident pel Congo i Gabon
- Fortunes Charles de Chavannes, 20 d'agost de 1886 a 12 de març de 1889